# Karakalpačka autonomna oblast
Karakalpačka autonomna oblast ustanovljena je 19. veljače 1925. izdvajanjem karakalpačkih zemalja iz Turkestanske ASSR i Horezmske SSR. Prema izvornoj upravnoj podjeli dodijeljena je Kazačkoj ASSR, a 20. srpnja 1930. prebačena je u Rusku SFSR. 20. ožujka 1932. izdignuta je na razinu Karakalpačke Autonomne Sovjetske Socijalističke Republike (Karakalpačka ASSR), a 5. prosinca 1936. pridružena je Uzbečkoj SSR.
Karakalpačkoj AO teritorijalno odgovara današnja formalno autonomna Republika Karakalpakstan u sastavu Uzbekistana.